# Фридрих фон Луксбург (дипломат)
Фридрих Кристиан Карл Йохан фон Луксбург (на немски: Friedrich! Christian Carl Johann Graf von Luxburg; * 20 юни 1783 в Цвайбрюкен; † 10 юни 1856 в Бад Райхенхал) е имперски граф на дворец Луксбург в Егнах на Боденското езеро, кралски баварски кемерер, държавен съветник и посланик.
Той е вторият син на граф Йохан Фридрих фон Луксбург (1748 – 1820) и фрайин Каролина Мария Фогт фон Хунолщайн (1757 – 1820), дъщеря на съветника в ландграфство Хесен-Касел Фридрих фон Хунолщайн. Баща му Йохан Фридрих фон Луксбург е издигнат на 24 септември 1790 г. в Мюнхен на имперски граф от курфюрст Карл Теодор фон Пфалц и Бавария. Брат е на Карл Август (1782 – 1849) и на Августа Филипина (* 1787/1788), омъжена 1810 г. за фрайхер Вилхелм Лудвиг фон Берщет (1769 – 1837), министър-президент на Баден.
Фридрих фон Луксбург следва 1798 г. в Марбург и до 1800 в „института на Фридрих Кройцер“.. Той следва и в Гьотинген и Хайделберг. Той цял живот е свързан с Фридрих Карл фон Савини.
Луксбург е кралски баварски кемерер и държавен съветник. От 15 август 1803 г. той е в баварското посолство в Швейцария и от 5 септември 1806 г. е секретар на легацията в Берн. През 1808 г. е изпратен в Санкт Петербург и 1810 г. в Париж. През 1813 г. той е изпратен във вестфалския двор в Касел и 1814 г. е пенсиониран. През 1816 г. той става извънреден пратеник и министър в саксонския двор в Дрезден. От 1826 г. той е посланик в Берлин и от 1836 до 1840 г. извънреден пратеник и министър в Париж и след това от 1847 до 1849 г. във Виена.

## Фамилия
Фридрих фон Луксбург се жени на 7 януари 1819 г. в Дрезден за фрайин Мария Анна фон Гумпенберг-Пьотмес (* 5 ноември 1793, Ландсхут; † 26 октомври 1854, Мюнхен), дъщеря на фрайхер Кайетан фон Гумпенберг и фрайин София фон Вайтерсхайм. Те имат пет деца:
- Каролина Максимилиана фон Луксбург (* 2 януари 1820; † 21 октомври 1881), омъжена 1853 г. за фрайхер Максимилиан фон К/Цето (* 11 април 1816; † 19 ноември 1873), господар на Обер-Лаутербах
- Мария Антония фон Луксбург (* 18 февруари 1821; † 6 юни 1868, Мюнхен)
- Максимилиан Йозеф фон Луксбург (* 29 септември 1823, Дрезден; † 10 октомври 1881, Мюнхен), женен 1852 г. за Клементина Мария Наталия фон Гасер (* 10 януари 1832, Ст. Петербург; † 20 март 1877, Виена); имат 5 деца
- Амалия Августа фон Луксбург (* 3 ноември 1824, Дрезден; † 3 август 1856, Амеранг при Васербург ам Ин), омъжена на 11 февруари 1847 г. в Мюнхен за фрайхер Крафт Максимилиан Ернст Франц Кристиан Дезидерюс Вилхелм Лудвиг фон Крайлсхайм цу Амеранг (* 22 март 1821, Рюгланд; † 4 юли 1892, Ансбах)
- Фридрих Райнхард Карл Лудвиг фон Луксбург (* 21 август 1829 в Лаубегаст (в Дрезден); † 23 ноември 1905 във Вюрцбург), президент на Унтерфранкен, женен на 21 септември 1869 г. в дворец Каролат за принцеса Луиза Ванда Юлия Агнес фон Шьонайх-Каролат (* 4 ноември 1847, Бреслау; † 30 септември 1929, Мюнхен)